# NGC 705
NGC 705 is een spiraalvormig sterrenstelsel in het sterrenbeeld Andromeda. Het hemelobject werd op 21 september 1786 ontdekt door de Duits-Britse astronoom William Herschel.

## Synoniemen
- PGC 6958
- UGC 1345
- MCG 6-5-30
- ZWG 522.36
- 6ZW 90